# Nazca (ciutat)
Nazca (de vegades s'escriu Nasca) és una ciutat a 520 m sobre el nivell del mar capital de la província de Nazca a la Regió d'Ica (Perú). És en un sistema de valls a la costa sud del Perú i de la població més gran (té 25.000 habitants). També s'aplica el nom de Nazca a la cultura Nazca que es va desenvolupar entre els anys 300 i 800 quan es van fer les línies de Nazca i la ciutat cerimonial de Cahuachi; també construïren un sistema d'aqüeductes subterranis anomenats Puquios, que encara estan en funcionament. El 12 de novembre de 1996 un potent terratrèmol destruí gairebé completament la ciutat de Nazca i els seus voltants. Des de 1997, Nazca va ser la localització de la mineria d'or d'una companyia important del Canadà. La gent que vivia en la zona va ser desallotjada.